# Святославское муниципальное образование
Святославское муниципальное образование — сельское поселение в Самойловском районе Саратовской области Российской Федерации.
Административный центр — село Святославка.

## История
Статус и границы сельского поселения установлены Законом Саратовской области от 29 декабря 2004 года № 116-ЗСО «О муниципальных образованиях, входящих в состав Самойловского муниципального района».

## Население
| 2010  | 2011  | 2012  | 2013  | 2014  | 2015  | 2016  |
| ----- | ----- | ----- | ----- | ----- | ----- | ----- |
| 3404  | ↘3389 | ↘3241 | ↘3079 | ↘2910 | ↘2836 | ↘2730 |
| 2017  | 2018  | 2019  | 2020  | 2021  |       |       |
| ↘2708 | ↘2695 | ↘2636 | ↘2566 | ↘2354 |       |       |

## Состав сельского поселения
| № | Населённый пункт | Тип населённого пункта       | Население |
| - | ---------------- | ---------------------------- | --------- |
| 1 | Еланский         | посёлок                      | ↘71       |
| 2 | Красный          | посёлок                      | ↘276      |
| 3 | Крийнички        | село                         | ↘174      |
| 4 | Новомихайловка   | село                         | ↘222      |
| 5 | Передовой        | посёлок                      | ↘127      |
| 6 | Самородовка      | посёлок                      | ↘149      |
| 7 | Святославка      | село, административный центр | ↘2256     |
| 8 | Соленый          | посёлок                      | 24        |
| 9 | Тульский         | посёлок                      | ↘105      |